# Ścigany (serial telewizyjny)
Ścigany (The Fugitive) – amerykański sensacyjny serial telewizyjny sieci ABC, emitowany w USA w latach 1963–1967, bardzo popularny także w Polsce w latach 60. (emisję powtórzono w początku lat 90.).

## Opis fabuły
Doktor Richard Kimble zostaje oskarżony o zamordowanie własnej żony. Na nic zdają się tłumaczenia i dowody przedstawiane przez doktora. Zostaje skazany na śmierć. Dzięki wypadkowi konwoju więziennego Kimble ucieka z transportu i na własną rękę szuka jednorękiego mordercy. Sam musi z kolei uciekać przed ścigającym go przedstawicielem prawa – porucznikiem Gerardem.
Serial oparto na autentycznych wydarzeniach. Główny bohater filmu i serialu Richard Kimble to w rzeczywistości Sam Sheppard, który został niesłusznie oskarżony o to, że 4 lipca 1954 r. zamordował własną żonę. Po 12 latach więzienia 16 listopada 1966 roku Sam Sheppard został oczyszczony z zarzutów.
W 1993 r. Andrew Davis zrealizował kinowy remake serialu Ścigany, z Harrisonem Fordem i Tommy Lee Jonesem w rolach głównych.

## Obsada
- David Janssen jako dr Richard Kimble (wszystkie 120 odcinków)[1]
- Barry Morse jako por. Philip Gerard (119)
- Bill Raisch jako jednoręki bandyta (11)
- Paul Birch jako kpt. Carpenter (13)
- Mark Russell jako policyjny detektyw (9)
- Richard Anderson jako płk. Lawrence (6)
- Don Ross jako oficer policji (6)
- Dabbs Greer jako sierż. Fairfield (6)
- Jason Wingreen jako Tim Cates (6)
- Carol Eve Rossen jako Irene Cheyney (5)
- Harry Townes jako sierż. Burden (5)
- Jacqueline Scott jako Donna Kimble Taft (5)
- Crahan Denton jako H.R. Ammory (5)
- Rodolfo Hoyos Jr. jako Manuel (5)
- Jud Taylor jako sierż. Rainey (5)
- Bing Russell jako oficer policji Westphal (5)
- Bill Zuckert jako oficer Henry Mesta (5)
- Marlowe Jensen jako sierż. Fountain (5)
- John Ward jako strażnik przy bramie (5)
- Lin McCarthy jako por. Malleson (4)
- Diana Hyland jako Carol Hollister (4)
- Joseph Campanella jako por. Spencer (4)
- David Sheiner jako por. Hess (4)
- John Lasell jako Michael Pryor (4)
- Dabney Coleman jako sierż. Keith (4)
- Noam Pitlik jako sierż. Keefer (4)
- Vaughn Taylor jako szeryf Crowley (4)
- John McLiam jako szeryf Glover (4)
- Hugh Sanders jako szeryf Larson (4)
- Val Avery jako Burns (4)
- Bobby Gilbert jako właściciel kasyna (4)
- Christopher Riordan jako student prawa (4)

W mniejszych rolach i epizodach wystąpili m.in.: Bruce Dern, Telly Savalas, Robert Duvall, Leslie Nielsen, Kurt Russell, Beau Bridges, Tom Skerritt, Edward Asner, Suzanne Pleshette, James Doohan, William Shatner, Angie Dickinson, Earl Holliman, Donald Pleasence, Mickey Rooney, Jack Warden, Michael Ansara, Brenda Vaccaro, Ron Howard, Charles Bronson, Martin Balsam, Wayne Rogers, Vincent Gardenia, Harry Dean Stanton, Diane Ladd, Lana Wood.
Wśród reżyserów poszczególnych odcinków byli m.in.: Ida Lupino (3 odcinki), Richard Donner (2 odcinki) i Sydney Pollack (1 odcinek). Narratorem większości odcinków był, znany później z głównej roli w serialu Gliniarz i prokurator William Conrad.

## Nagrody
- Złoty Glob w roku 1966: David Janssen (aktor)
- Emmy w roku 1966: Alan A. Armer (producent)